# Василий Михайлович (князь белёвский)
Василий Михайлович Белёвский (умер после 1459) — верховский удельный князь, старший сын князя Михаила Васильевича Белёвского.

## Биография
После смерти отца, князя Михаила Васильевича, братья Фёдор и Василий Михайловичи получили во владение Белёвское княжество, каждый из братьев владел частью (третью) отцовского княжества, признав свою вассальную зависимость от Великого княжества Литовского.
В 1440-х годах великий князь московский Василий Васильевич Темный конфисковал у братьев Белёвское княжество. Потеряв родовые владения они получили взамен Волок Ламский, где находились длительное время. Затем князья Фёдор и Василий Михайловичи смогли вернуть себе белёвский удел.
В апреле 1459 года вместе с князем Иваном Юрьевичем Одоевским принесли вассальную присягу на верность великому князю литовскому и королю польскому Казимиру Ягеллончику.
После смерти своего старшего брата Фёдора Михайловича, убитого татарами, князь Василий Михайлович объединил под своей властью всё Белёвское княжество.
Оставил после себя трех сыновей: Ивана, Андрея и Василия, которые после смерти своего отца разделили между собой Белёвское княжество, каждый из трёх братьев получил во владение треть (часть) отцовского княжества.